# Xianglong
Xianglong — рід крейдяних ящірок, виявлений у Чжуанченцзи поблизу Ічжоу, Ісянь, провінція Ляонін Китаю. Він відомий з LPM 000666, один повний скелет із відбитками шкіри. Зразок походить із формації Ісянь нижньої крейди барремського віку поблизу Ічжоу. Найпримітнішою особливістю Сянлун є його химерні великі ребра, по вісім з кожного боку, які були прикріплені до мембрани з тканин тіла і дозволяли ящірці ковзати по повітрю. Хоча в початковому описі його вважали ящіркою-акродонтом, а кладистичний аналіз у тому ж дослідженні показав, що він був згрупований з ігуанами, такими як агаміни, хамелеоніди та лейолепідини], пізніше було показано, що це сталося через неправильне тлумачення роздроблений череп, і його спорідненість з іншими ящірками залишається невизначеною.